# Bratków
Bratków (německy Blumberg) je polská vesnice v Dolnoslezském vojvodství nacházející se v česko-německo-polském pohraničí na východ od německého Ostritz. Zastavěná část má podlouhlý charakter od severu k jihu. Obchází jí silnice číslo 352.

## Galerie

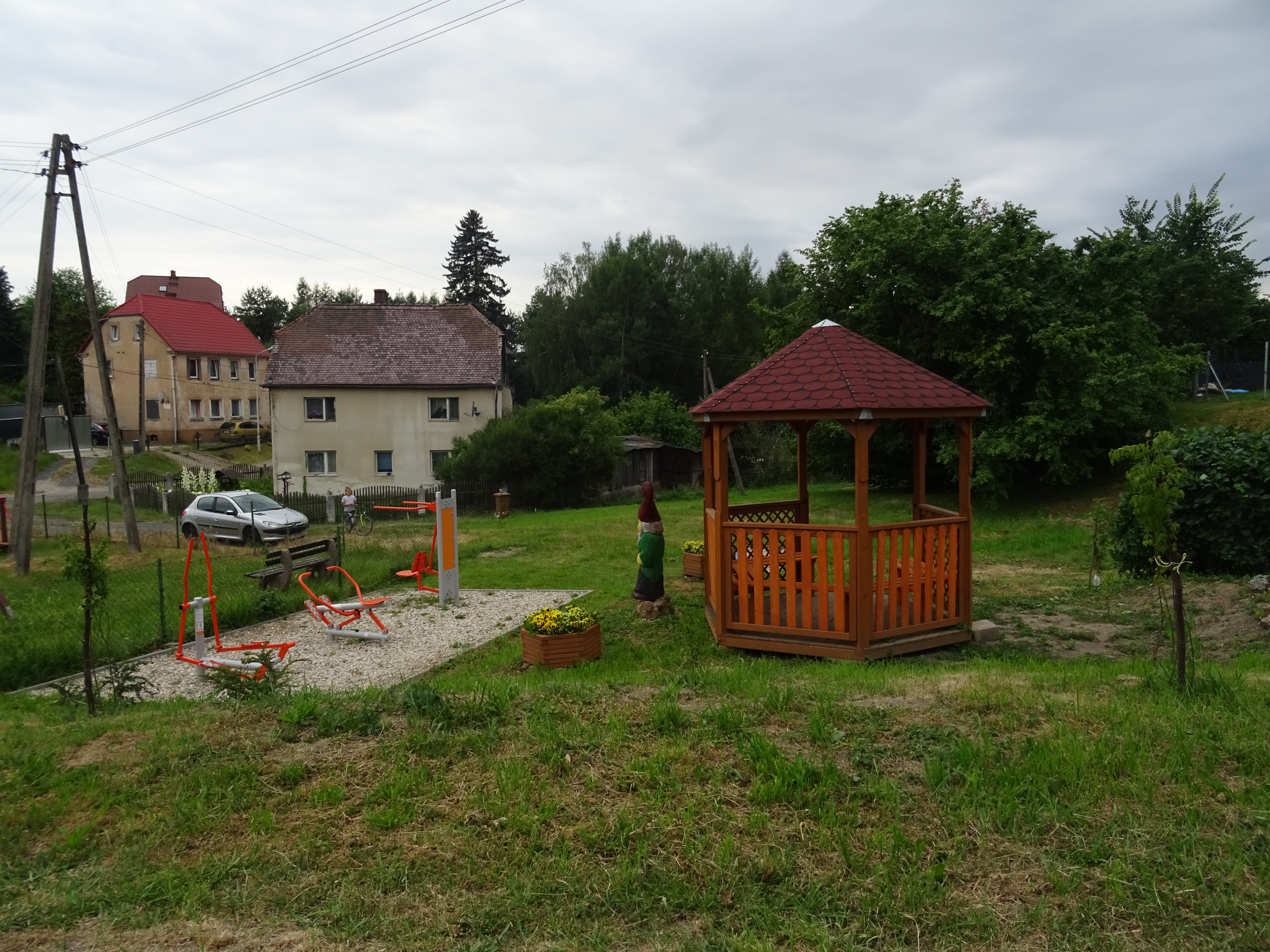
Náves s cvičebními stroji
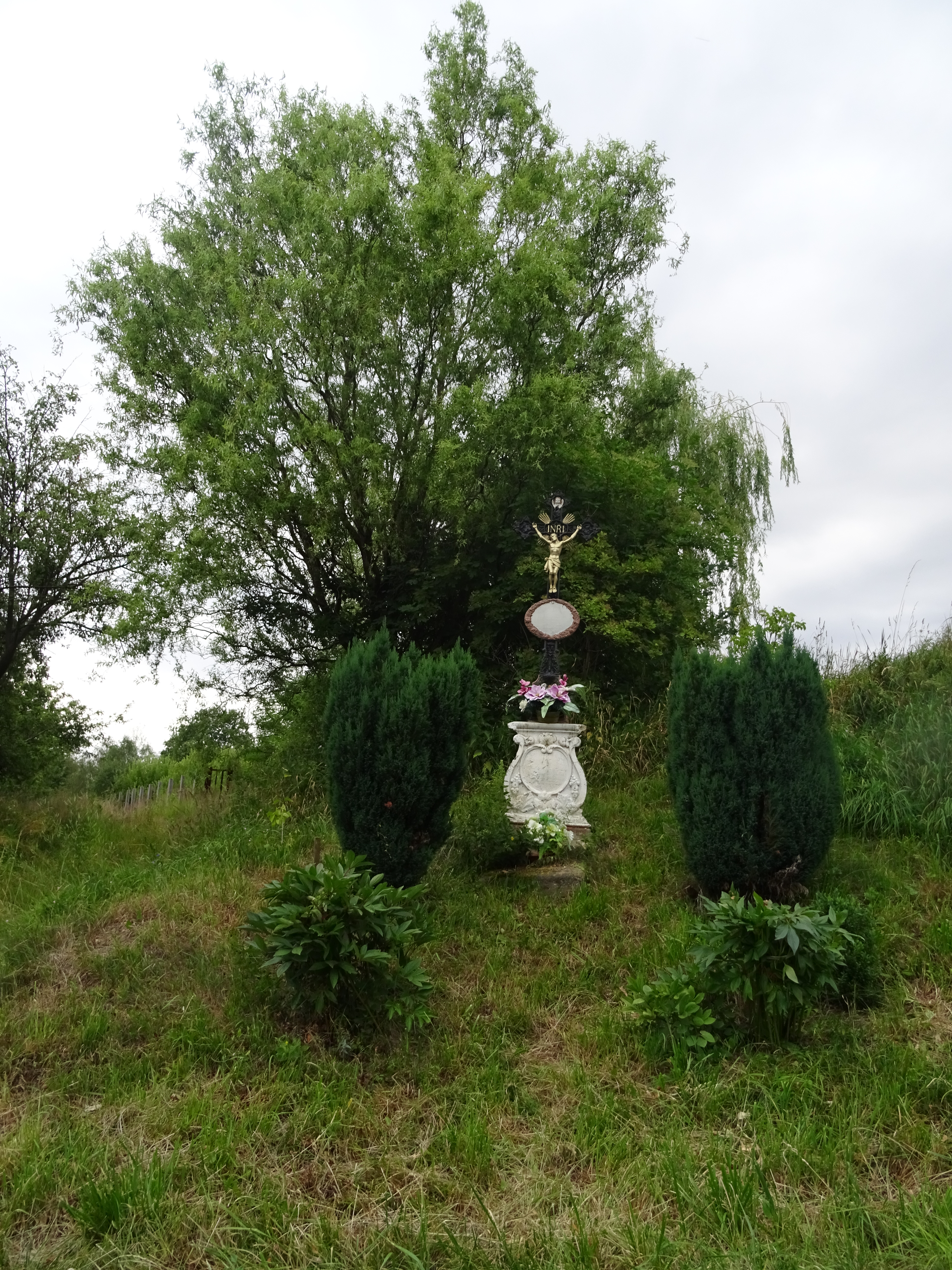
Kříž
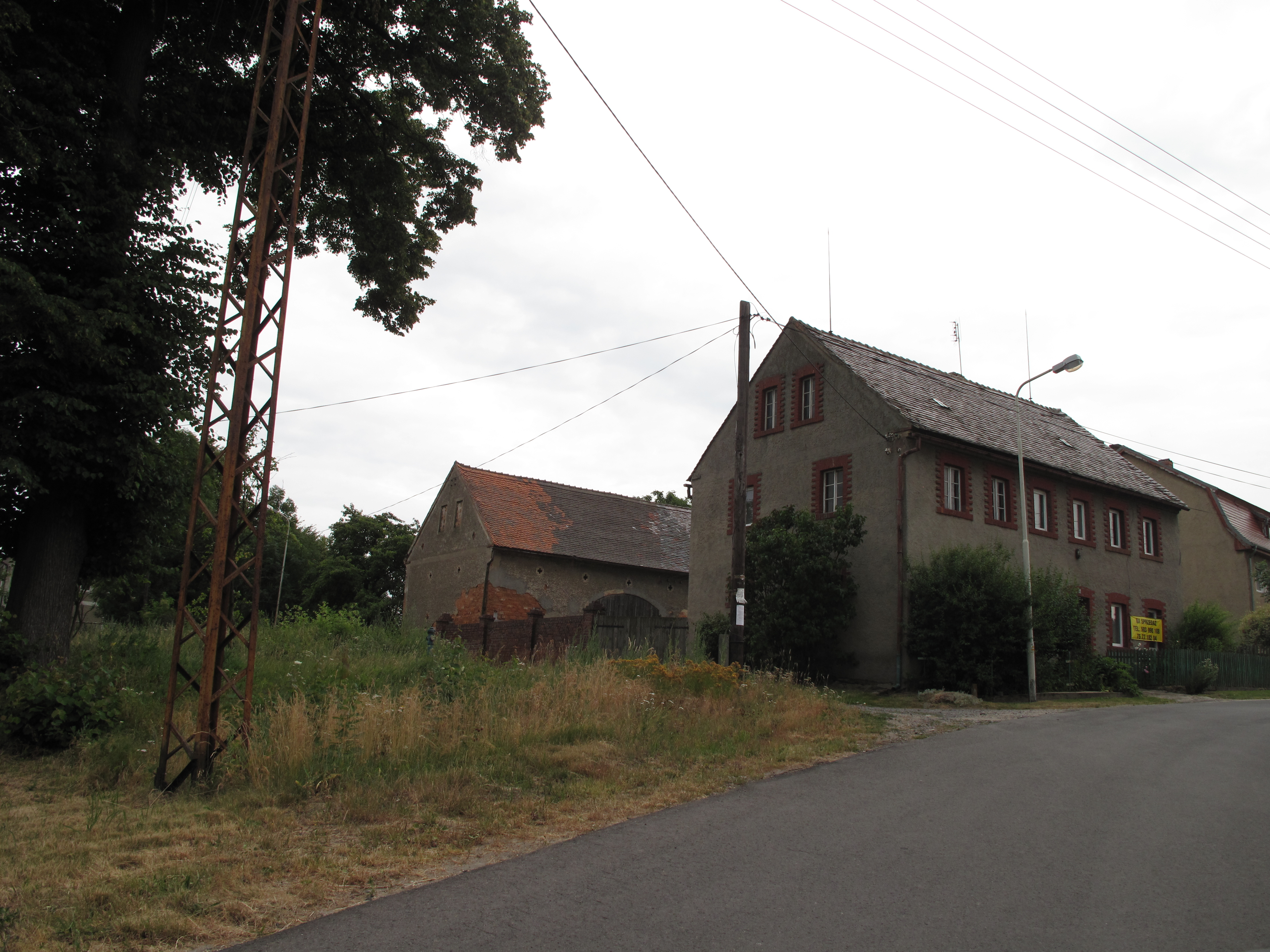
Domy